# Django d’Or (Dänemark)
Der europäische Jazzpreis Django d’Or wurde von 2001 bis 2007 in Dänemark verliehen. Entsprechende Preise gab es auch in Belgien (1995–2009), Schweden (1998–2011), Italien (1999–2005) und Frankreich (1992–2010). Er wurde jährlich jeweils für Contemporary Star of Jazz, Master of Jazz, Legend of Jazz, Bandleader of Excellence verliehen. Außerdem gab es einen Ehren-Django.

## Preisträger
2001:
- Contemporary Star of Jazz: Jacob Fischer
- Master of Jazz: Alex Riel
- Legend of Jazz: Svend Asmussen

2002:
- Contemporary Star of Jazz: Jesper Riis
- Master of Jazz: Jesper Thilo
- Bandleader of Excellence: Pierre Dørge
- Legend of Jazz: Niels-Henning Ørsted Pedersen

2003:
- Contemporary Star of Jazz: Kasper Tranberg
- Master of Jazz: Finn Ziegler
- Bandleader of Excellence: Niels Jorgen Steen
- Legend of Jazz: Palle Mikkelborg

2004:
- Contemporary Star of Jazz: Jesper Bodilsen
- Master of Jazz: John Tchicai
- Bandleader of Excellence: Erling Kroner
- Legend of Jazz: Bernhard Christensen

2005:
- Contemporary Star of Jazz: Kasper Villaume
- Master of Jazz: Bo Stief
- Bandleader of Excellence: Ib Glindemann
- Django d’Or of Honour: Ray Pitts

2006:
- Contemporary Star of Jazz: Kresten Osgood
- Master of Jazz: Carsten Dahl
- Bandleader of Excellence: Per Goldschmidt
- Legend of Jazz: Marilyn Mazur
- Django d’Or of Honour: Max Leth

2007:
- Contemporary Star of Jazz: Benjamin Koppel
- Master of Jazz: Mads Vinding
- Bandleader of Excellence: Ole Kock Hansen
- Django d’Or of Honour: Niels Foss